# 段部鮮卑

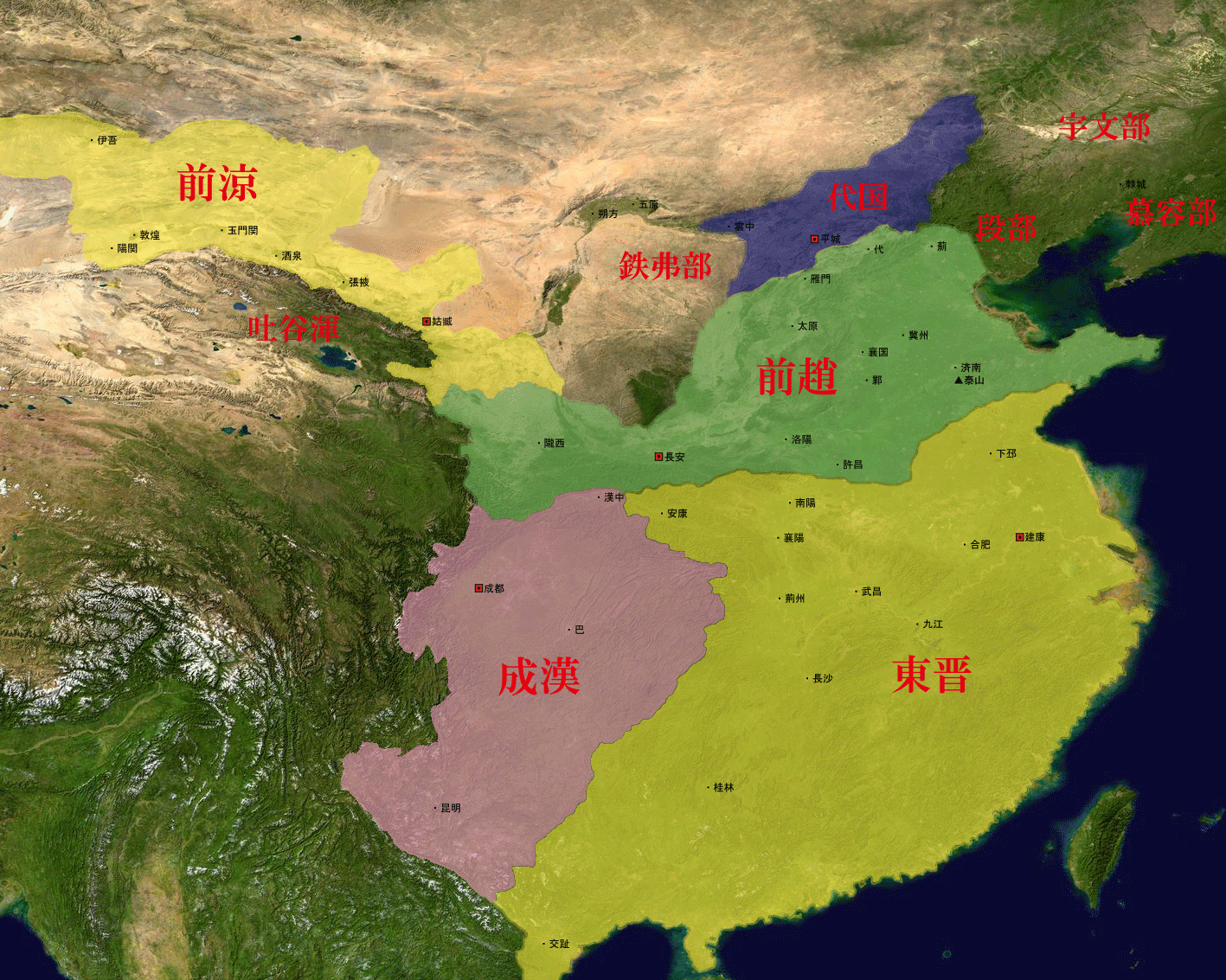
段部鮮卑領土範圍

段部鮮卑是中國晉朝至五胡十六國時期的鮮卑部族的一個支系，源至東胡，為屠何之後，其根據地約在今中國河北省北方遼西走廊一帶，與同時期存在的鮮卑部落－慕容部、宇文部相同，皆屬東部鮮卑的一支，而段部在其中被認為是最強悍的一部，段部鮮卑首領姓段。

## 沿革
據《魏書》記載，段部第一位首領姓名為段日陸眷（其名《晉書》作段就陸眷）。
段部鮮卑在第三位首領段務目塵在位時期，正逢五胡亂華之始，而當時的晉朝幽州將領王浚認為天下將大亂，欲求向外結援，因此將其中一個女兒嫁給段務目塵，又向朝廷建議封務目塵為遼西公，把遼西郡（今中國河北省秦皇島市）封予務目塵。這個政權也因此被稱作「遼西國」，都城在令支（今中國河北省遷安市）。史載此時段部鮮卑「據有遼西之地，而臣於晉。其所統三萬餘家，控絃上馬四五萬騎。」成為与西晋合作在北方與其他民族作戰的力量之一。当时在王浚西面的刘琨则和拓跋鲜卑合作，和王浚与段部鮮卑的联盟不合，给他们南面的石勒以可乘之机。
到了第四位首領段就六眷在位的時期，因敗於石勒軍，又改附石勒及石勒後來所建的後趙。第八位首領段遼在位後，因屢侵前燕及後趙，被二國夾攻，339年其地為二國所瓜分，遼西公國覆滅。但後來後趙在343年又重新委派被俘的段遼之弟段蘭，率其舊有的鮮卑部眾駐守遼西故都令支。
段蘭去世後，其子段龕續統其部眾，350年後趙冉閔叛變，中原再度陷入大亂，段龕趁機於廣固（今中國山東省青州市）稱齊王，雖不久後歸降東晉，被封齊公，但其勢力實質上仍控有今山東半島一帶，頗為強盛。352年，另一位段部鮮卑首領段末波之子段勤亦於繹幕（今中國山東省平原縣）自稱趙帝。這兩股勢力後來分別於356年、359年被前燕所滅，段勤、段龕投降後與其部眾終為前燕所殺，段部鮮卑至此可算完全滅亡。

## 段部鮮卑首領列表
| 姓名                     | 在位時间    |
| ------------------------ | ----------- |
| 段日陸眷（段就陸眷）     | ？          |
| 段乞珍                   | ？          |
| 段務目塵（段務勿塵）     | 303年—310年 |
| 段就六眷（段疾陸眷）     | 310年—318年 |
| 段涉復辰                 | 318年       |
| 段羽鳞                   | 318年       |
| 段末波（段末杯、段末柸） | 318年—325年 |
| 段牙                     | 325年       |
| 段遼（段護遼）           | 325年—338年 |
| 段蘭（段鬱蘭）           | 343年—？    |
| 段龕 （後稱齊王）        | ？—356年    |
| 段勤 （後稱趙帝）        | 350年—352年 |

晉書认为段疾陸眷至段遼有五位首领。

## 參见
- 段部鲜卑世系图
- 鮮卑
- 段姓